# Arménská kultura

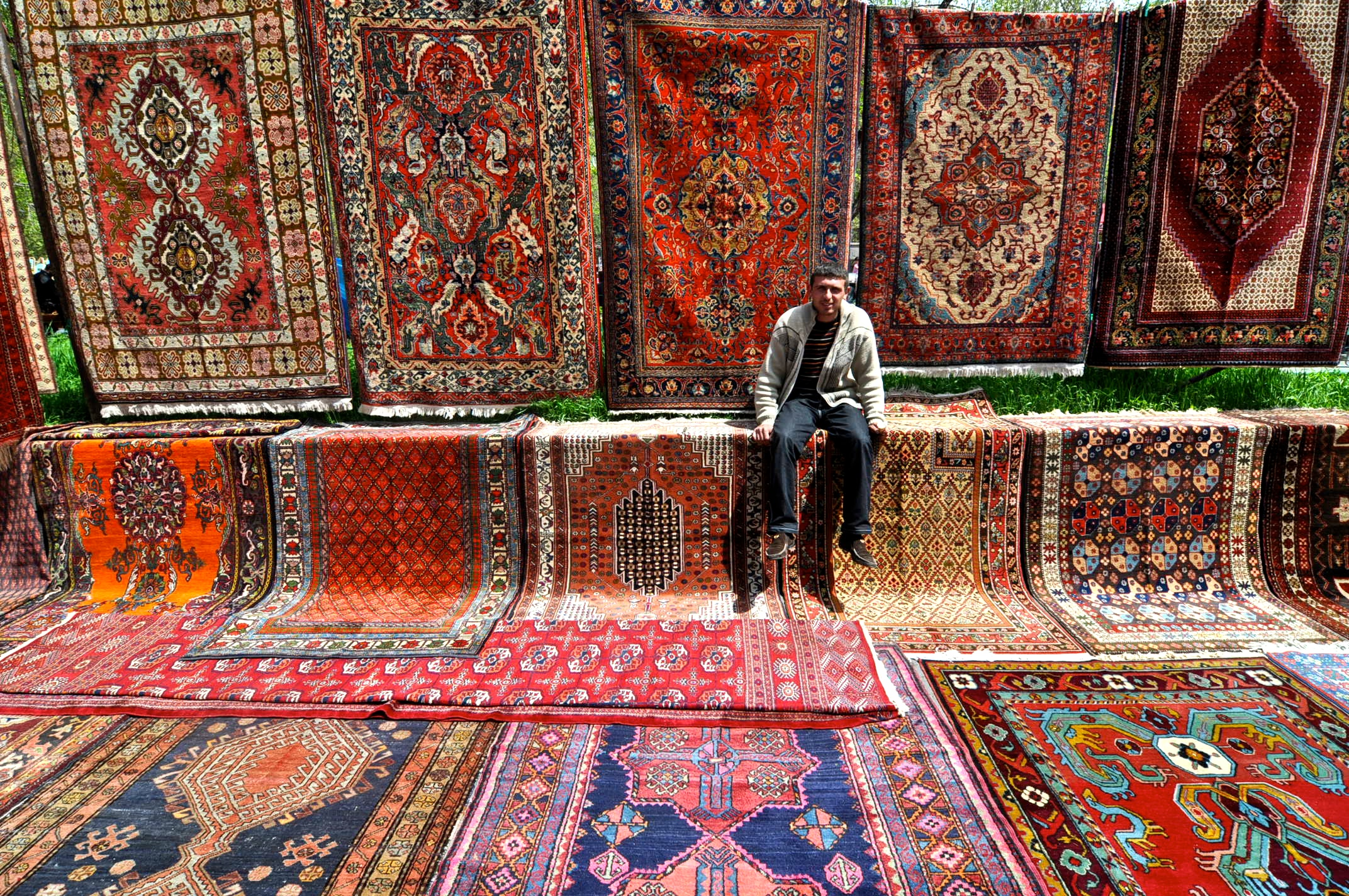
Prodej tradičních arménských koberců

Arménská kultura je založena na tradicích, geografii a historii arménského lidu. Zahrnuje umělecké obory jako je literatura, hudba, výtvarné umění nebo architektura. V širším slova smyslu také jazyk, folklór, zvyky a tradice. Arménskou kulturu ovlivnily a stále ovlivňují čtyři základní faktory:

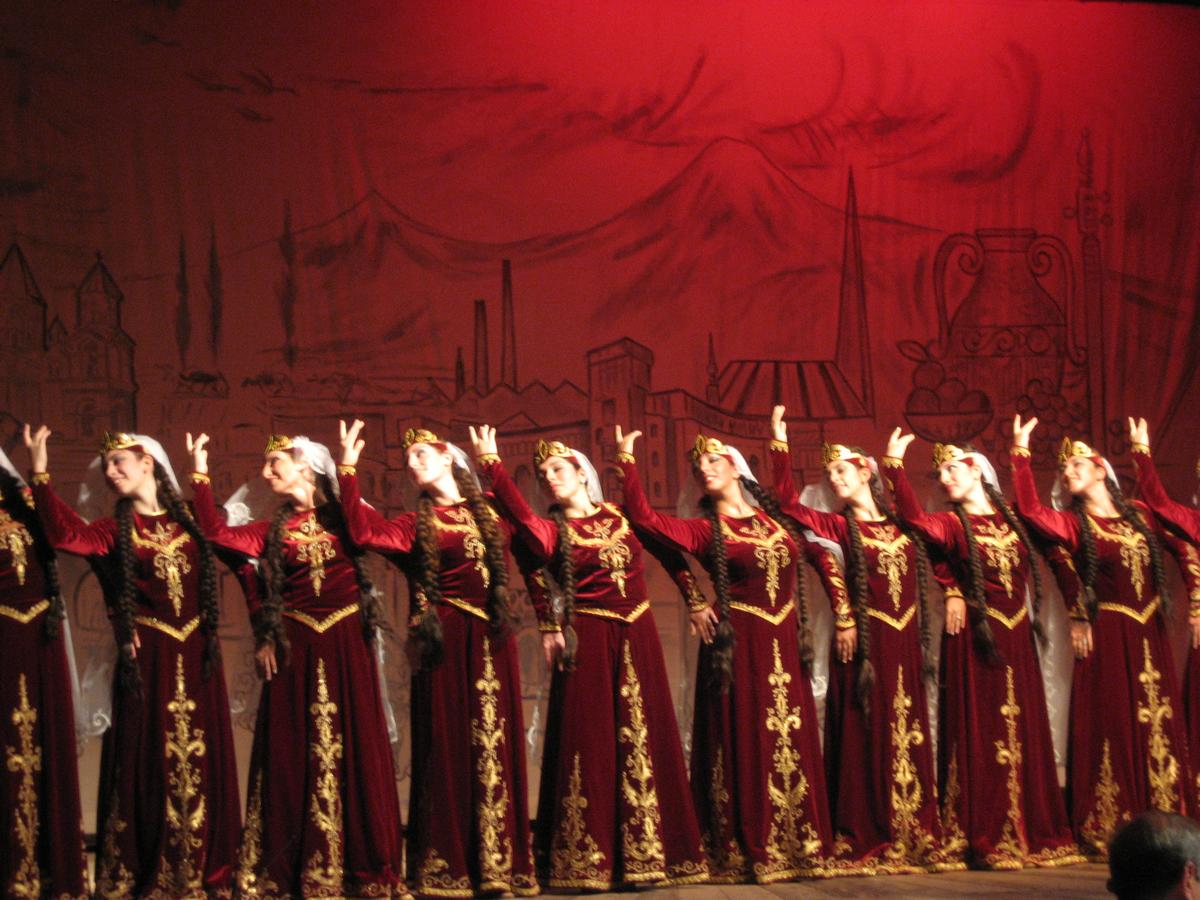
Ukázka tradičního arménského tance

- Rodina, rodinné vazby a rodinné tradice jsou v Arménii ve srovnání se západní Evropou mnohem silnější.
- Křesťanské náboženství pomohlo překonat všechny pohromy během historie Arménie a uchovalo arménskou kulturu až do současnosti. Arménie je jednou z nejzbožnějších zemí světa. Arménská apoštolská církev je uznávána jako národní církev v duchovním životě, rozvoji národní kultury a zachování národní identity arménského lidu.
- Kulturní vlivy ze zahraničí, neboť Arménie má jednu z největších diaspor vzhledem k počtu obyvatel na světě. Celá historie Arménie je bojem malého státu o přežití a samostatnost mezi velkými okolními říšemi. Mnoho Arménů bylo zavražděno v Osmanské říši během arménské genocidy (1915–1918). Rozpad Sovětského svazu s následnými ekonomickými problémy a politickými konflikty donutil k emigraci mnoho Arménů.

- Globalizace je další faktor, který kulturně ovlivňuje jinak tradiční arménskou zemi prostřednictvím médií a internetu.

## Literatura

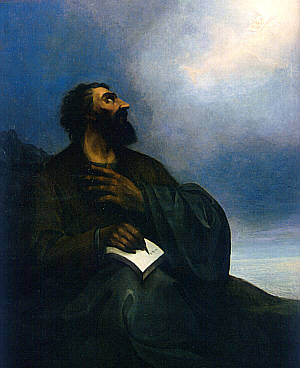
Mesrob Mashtots vymyslel arménské písmo a přeložil Bibli (4. století)

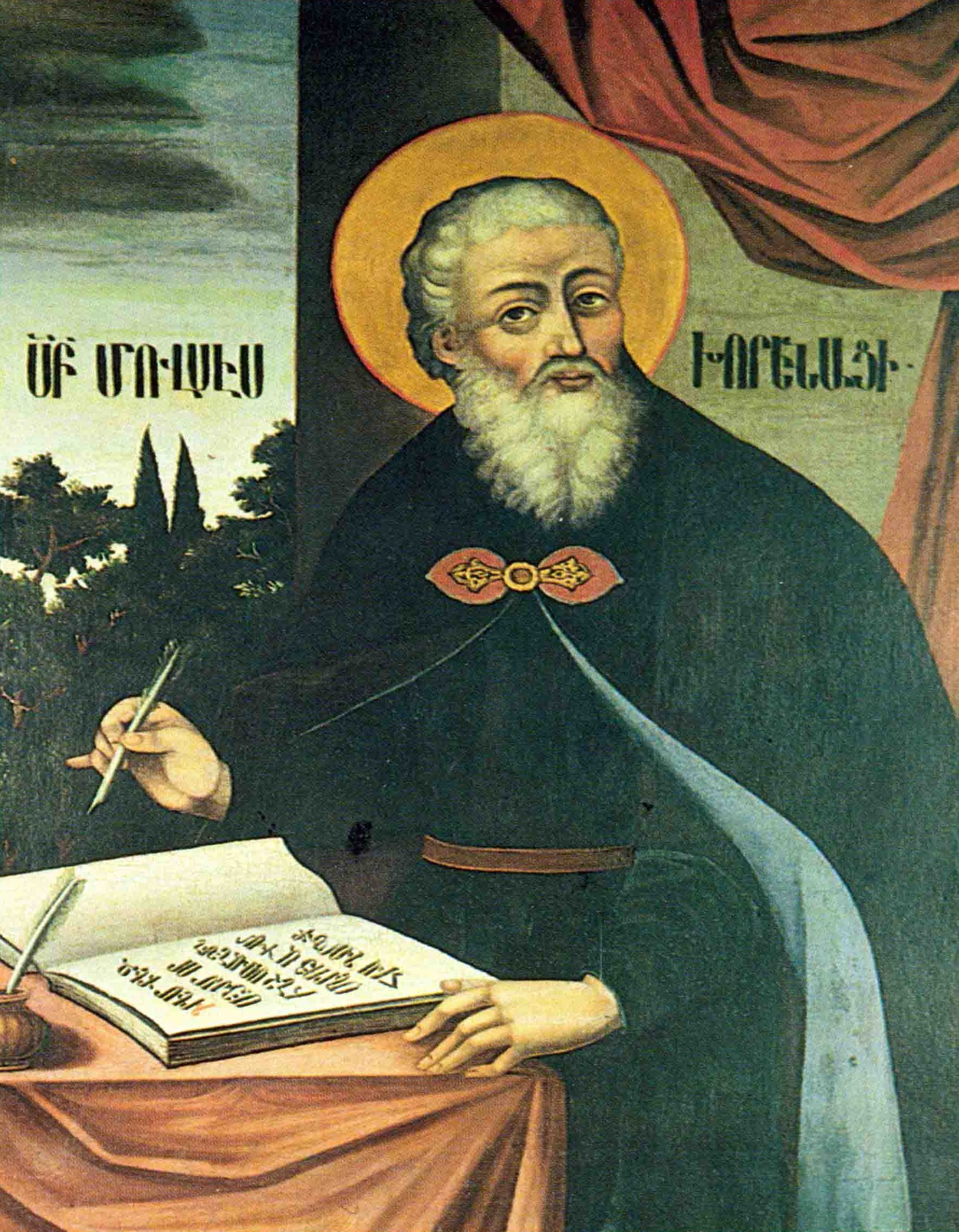
Movses Khorenatsi napsal Dějiny Arménů (5. století)

## Hudba

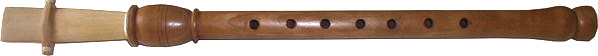
Arménský hudební nástroj duduk

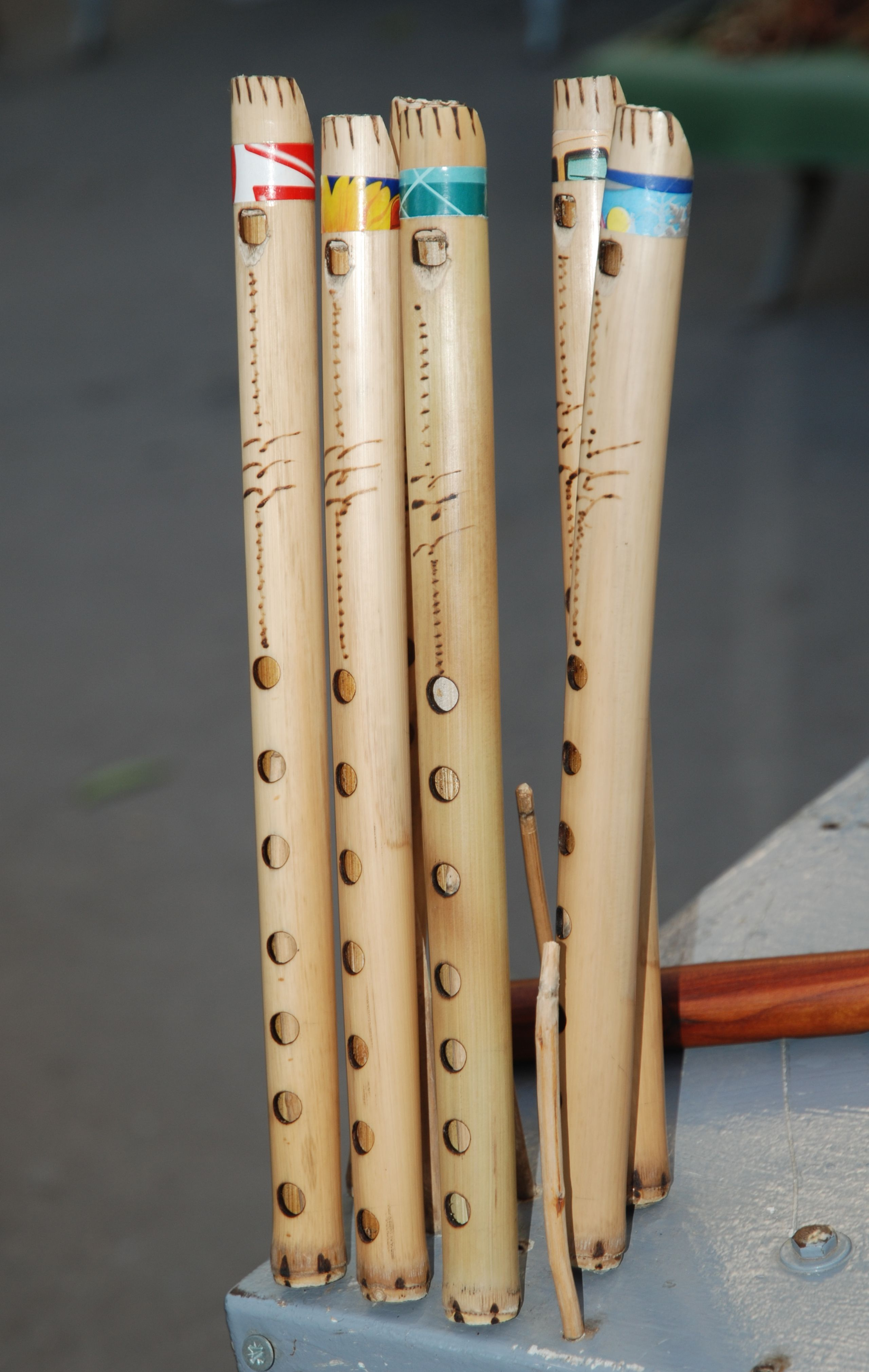
Arménský hudební nástroj blul

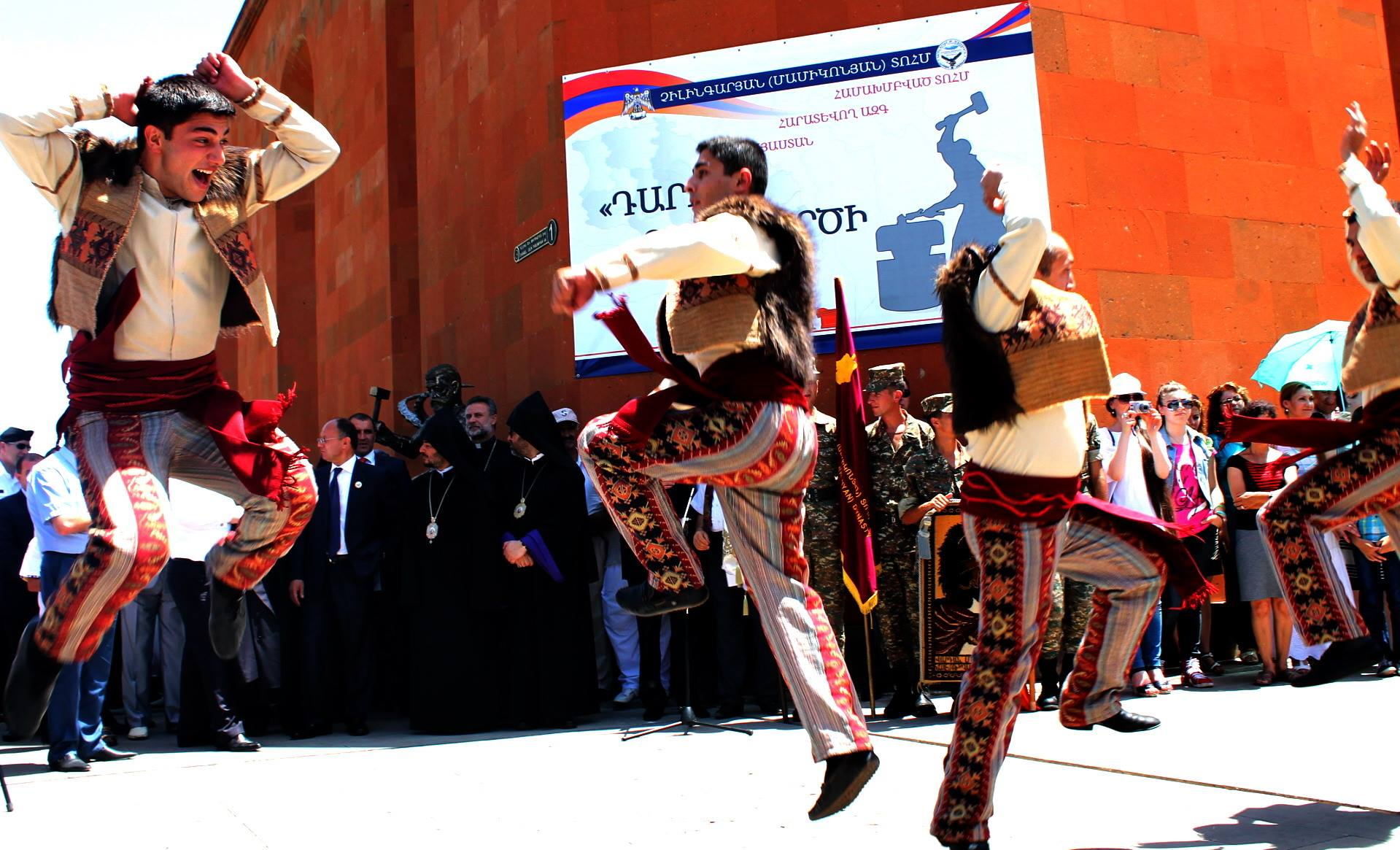
Arménský bojový tanec

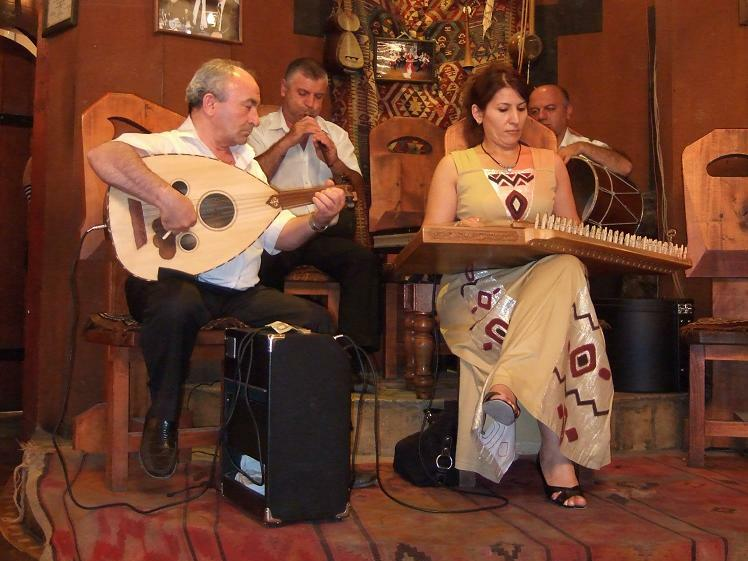
Arménská folková skupina

- Národním hudebním nástrojem Arménie je duduk (také nay, meruňková flétna), válcovitý dvouplátkový nástroj vyrobený z meruňkového dřeva se sametově měkkým zvukem. Hraje ústřední roli v arménské lidové hudbě a komorní hudbě. Mimo Arménii je nejznámější díky práci Jivana Gasparyana.
- Druhým národním arménským nástrojem je podélná flétna blul, na kterou původně troubili pastýři na pastvinách.
- Naproti tomu pronikavý a hlasitě znějící kuželový hoboj zurna se používá pouze venku jako taneční doprovod, obvykle při rodinných oslavách.
- Za zakladatele moderní klasické hudby v Arménii je považován arménský kněz, skladatel a zpěvák Komitas Vardapet (1869–1935).
- Pravděpodobně nejznámějším arménským skladatelem hudby je Aram Chačaturjan (1903–1978). Světový věhlas mu získal Šavlový tanec, který evokuje arménský vířivý bojový tanec.
- Dnešní arménští umělci začlenili lidovou hudbu do modernějších jazzových a rockových žánrů, takže tradiční hudba stále ovlivňuje jejich tvorbu. Patří sem například Zartong, arménská progresivní folková kapela z konce 70. let, která sídlí ve Francii.
- Kromě tradiční arménské hudby je Jerevan také domovem mezinárodně úspěšných klasických orchestrů – Arménská filharmonie a Národní komorní orchestr Arménie.
- Armen Gondrachyan, známější jako Armenchik, žije ve Spojených státech. V roce 1988 se vrátil do svého rodného města v Arménii a vydal album Armen, vzpomínky z Arménie. Toto vydání odstartovalo jeho cestu ke slávě a v roce 2003 obdržel cenu za nejprodávanější album roku Anunt Inche.
- Isabel Bayrakdarian je operní pěvkyně arménského původu. Objevila se na soundtracku k filmu Pán prstenů: Dvě věže, který získal cenu Grammy. Bayrakdarian je také držitelkou čtyř cen Juno Awards za nejlepší klasické album. Dále je hlavní vokalistkou filmu Atoma Egoyana Ararat ve spolupráci s kapelou Delerium, která jí přinesla další nominaci na Grammy.
- Şahan Arzruni, žijící v New Yorku, je mezinárodně uznávaný koncertní klavírista. Na svém kontě má na dvě desítky nahrávek věnovaných převážně dílům arménských skladatelů. Arménská vláda mu udělila dvě medaile za podporu arménské kultury.
- Od roku 2014 koncertuje The Naghash Ensemble se třemi ženskými vokalistkami, dudukem, oudem, dholem a klavírem po Evropě. Provozují novou hudbu americko-arménského skladatele Johna Hodiana na motivy arménské duchovní poezie středověkého malíře, básníka a kněze Mkrticha Naghaše.

## Výtvarné umění

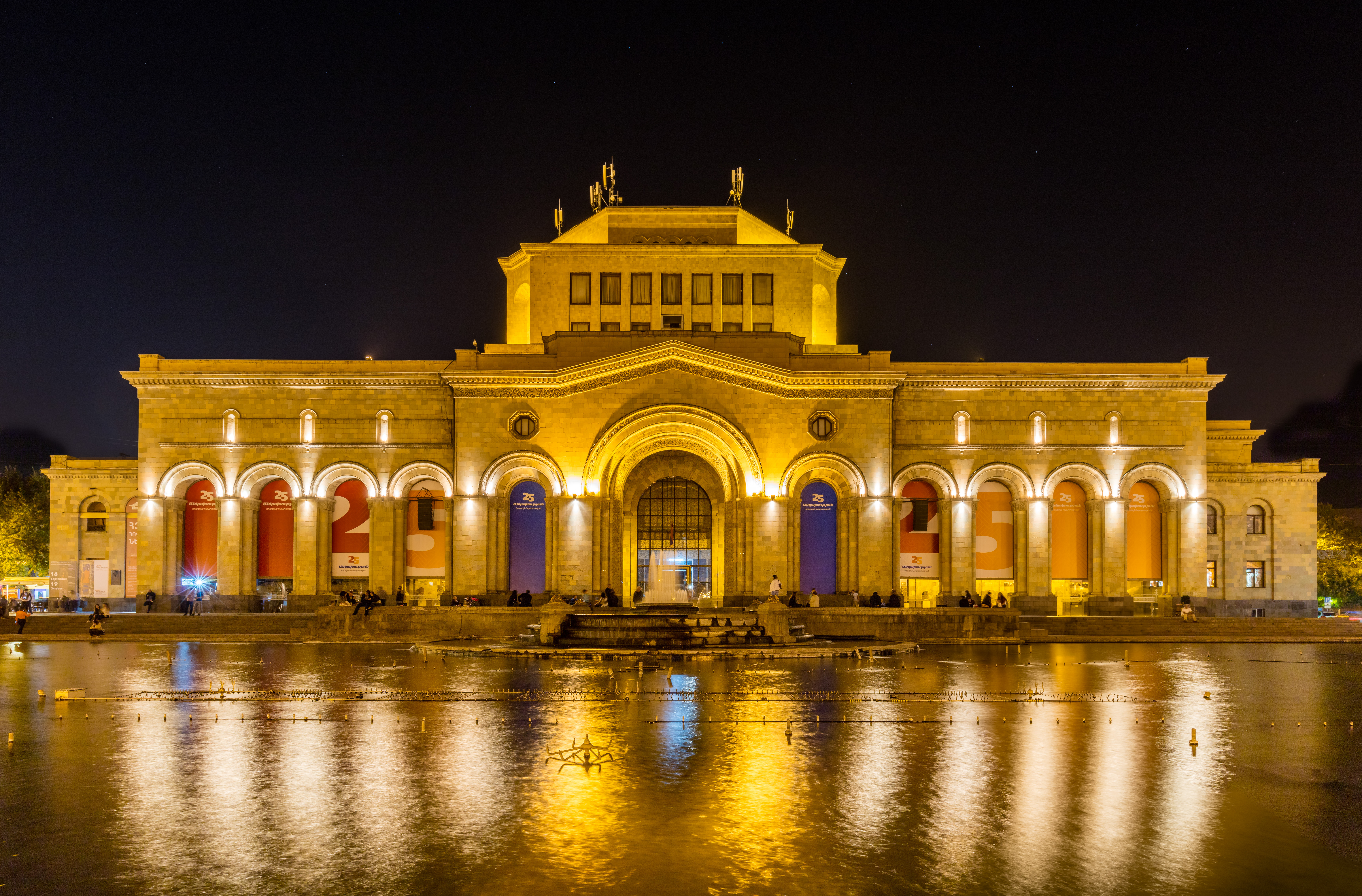
Arménská národní galerie v Jerevanu

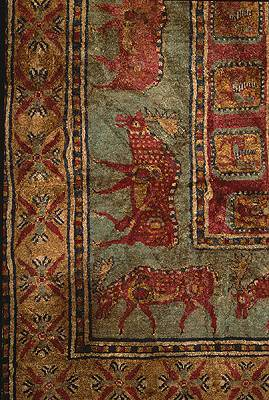
Koberec Pazyryk

Arméni si velmi cení děl svých umělců a uchovávají je v mnoha muzeích. Mezi nejznámější patří:
- Arménská národní galerie je největším muzeem umění v Arménii a zároveň největší sbírkou arménského umění na světě. Prezentuje umělecká díla v 56 výstavních sálech a místnostech.
- Matenadaran je centrální archiv starověkých arménských rukopisů v Jerevanu. V roce 1997 byla sbírka rukopisů prohlášena organizací UNESCO za Paměť světa.
- Muzeum moderního umění v Jerevanu vystavuje různé formy současného vizuálního umění.
- Historické muzeum Arménie v centru Jerevanu prezentuje historii Arménů prostřednictvím archeologických nálezů.
- Muzeum věnované nejslavnějšímu arménskému malíři Martirosi Sarjanovi se nachází také v Jerevanu.
- Kromě toho byla v Jerevanu zřízena řada soukromých galerií.

## Koberce

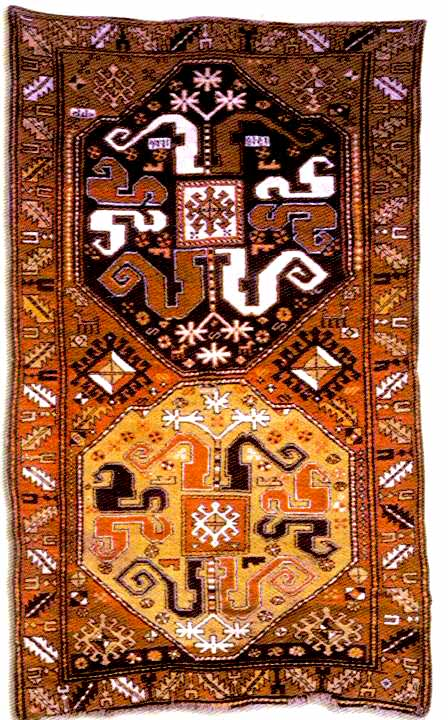
Koberec Artsakh

- Již od starověku se koberce v Arménii používaly k pokrytí podlah, zdobení vnitřních stěn, pohovek, židlí, postelí a stolů. Arménská slova pro koberec jsou karpet pro koberec bez vlasu (arménsky: կարպետ) nebo gorg pro koberec s vlasem (arménsky: գորգ).
- Arménský koberec byl proslulý i mezi cizinci, kteří cestovali do Artsakhu. Arabský geograf a historik Al-Masudi poznamenal, že nikdy v životě neviděl takové koberce.
- Nejstarším a jediným dochovaným vázaným kobercem je téměř dokonale neporušený koberec nazývaný Pazyryk ze 6. až 3. století př. n. l. Je to čtvercový všívaný koberec, tkaný pomocí arménského dvojitého uzlu a červená barva vláken byla vyrobena z arménské košenily.
- Nejstarší dochované středověké arménské koberce pocházejí z historického regionu Artsakh z počátku 13. století. Byly stylově rozmanité, bohaté na barvy a ornamentální motivy. Rozdělovaly se podle motivu zvířete na artsvagorgs (orlí koberce), višapagorgy (dračí koberce) a otsagorgy (hadí koberce).

## Architektura

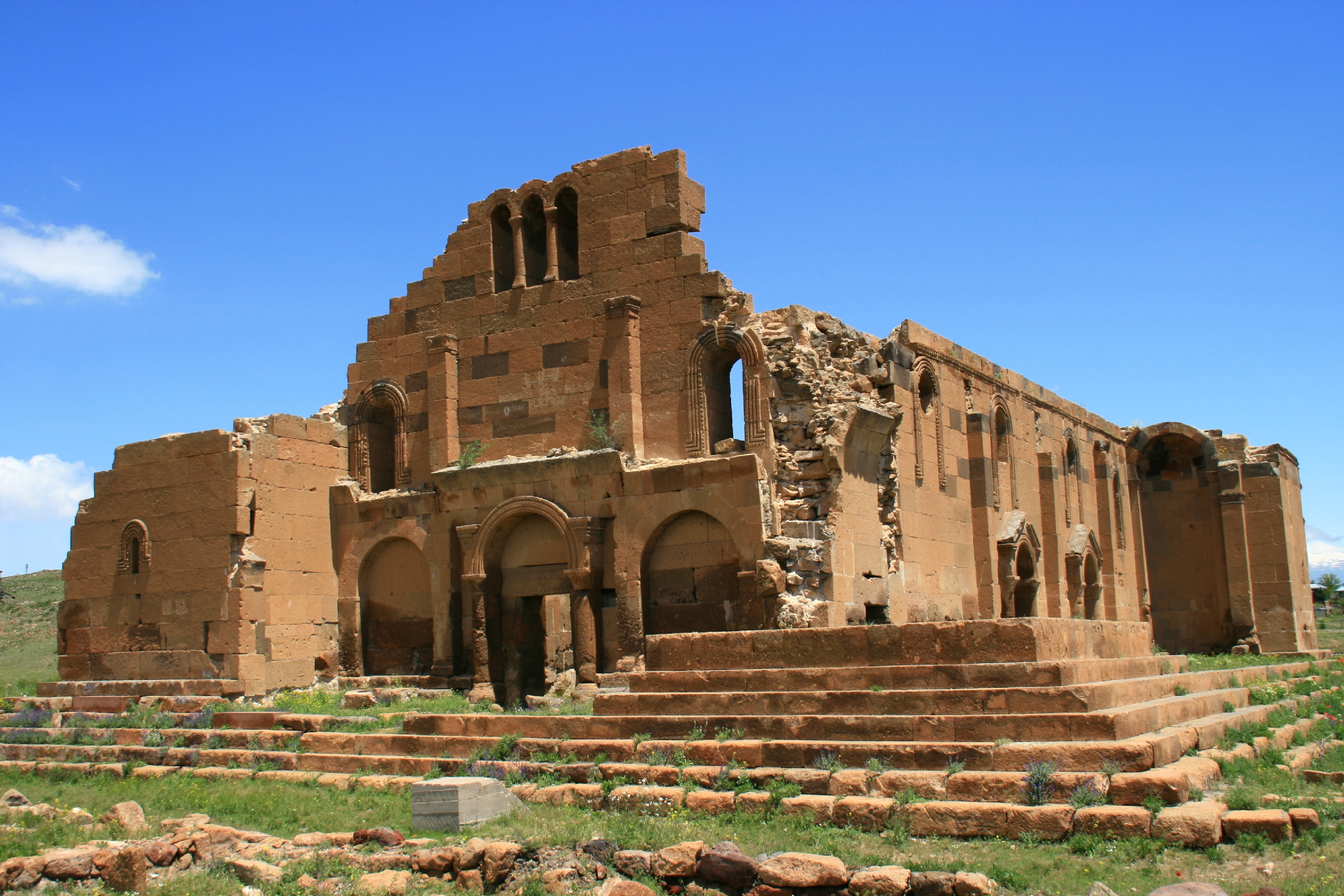
Bazilika Ererouk (také Yererouk) ze 4. až 5. století

Arménská architektura zahrnuje architektonická díla s estetickým nebo historickým spojením s arménským lidem na velmi širokém území i mimo dnešní Arménii. Mnoho staveb vzniklo v oblastech historické Arménie v Arménské vysočině. Za největší klenoty arménské architektury jsou považovány středověké kostely z období mezi 4. a 7. stoletím.

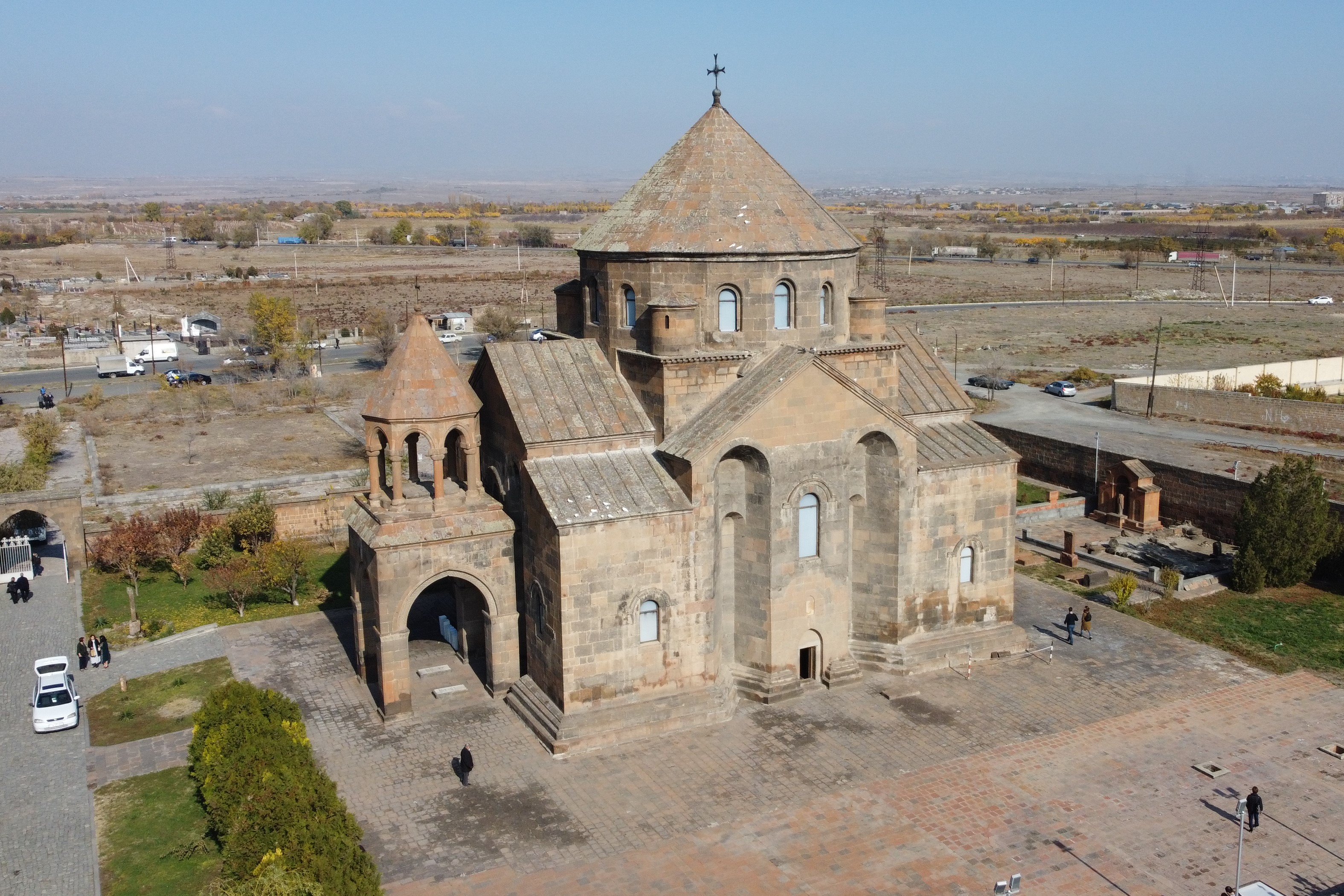
Katedrála Svatý Hripsime ze 6. století

Klasická arménská architektura je rozdělena do čtyř samostatných období:
- Mezi 4. a 7. stoletím byly postaveny první arménské kostely, počínaje konverzí arménské monarchie ke křesťanství a konče arabskou invazí do Arménie. Rané kostely byly většinou jednoduché baziliky, některé s bočními apsidami.
- V 5. století se stal široce používaným typický kužel kopule uprostřed střechy kostela.
- V 7. století byly postaveny centrálně plánované kostely s komplikovanějším výklenkovým opěrákem a paprskovitým stylem nazývaným podle katedrály Hripsime.
- Od 13. až do 19. století byla Arménie ovládána muslimy a v této době vznikla většina klasické arménské architektury.